# St Bees Head
Koordinaten: 54° 30′ 29,5″ N, 3° 37′ 59,6″ W

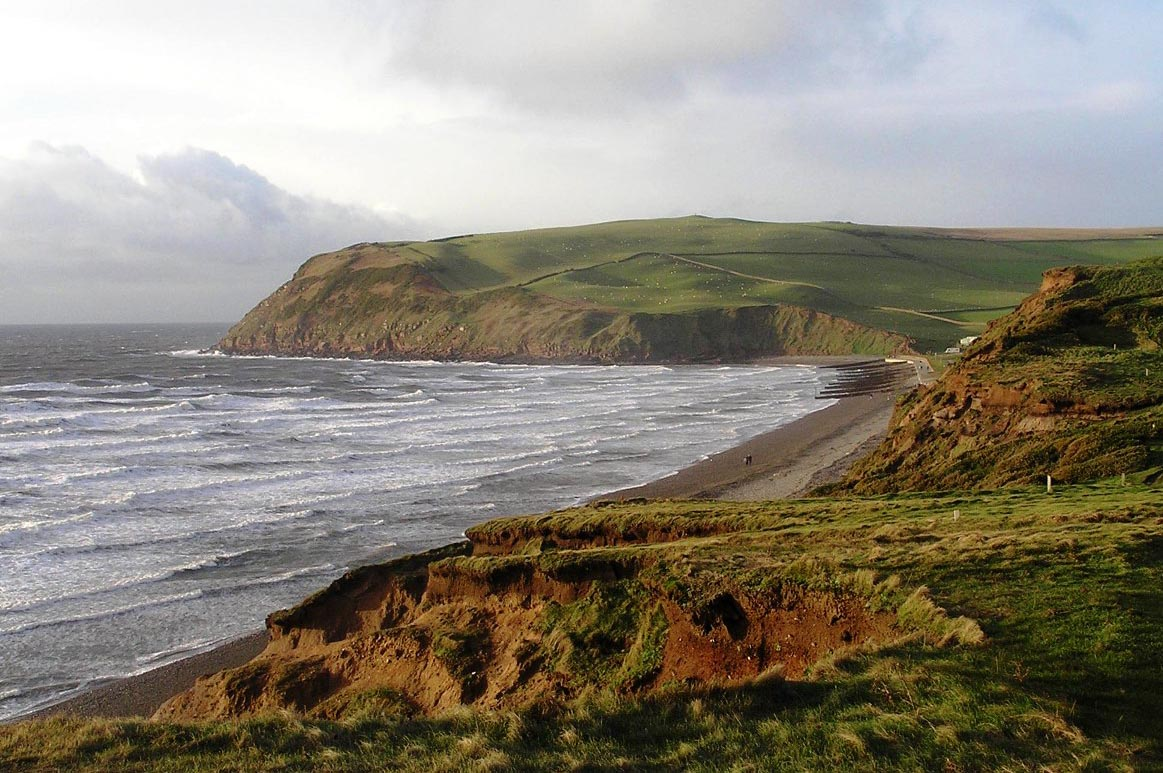
Blick von Süden auf St Bees Head

St Bees Head ist eine Landzunge an der Küste von Cumbria, benannt nach dem unmittelbar südlich angrenzenden Ort St Bees. Die West- und Nordseite des Landvorsprungs bilden bis zu 60 m hohe, steil zur Irischen See abfallende Klippen. Der westlichste Punkt markiert gleichzeitig das südliche Ende des Solway Firth.
Die Landzunge stellt ein besonders geschütztes, als Site of Special Scientific Interest (SSSI) eingestuftes Naturschutzgebiet dar. Sie ist der einzige als Heritage Coast anerkannte englische Küstenabschnitt zwischen Wales und Schottland Grenze.
St Bees Head wird von zwei Fernwanderwegen entlang der Klippen umrundet, dem Cumbria Coastal Way und dem Coast to Coast Walk.

## North Head

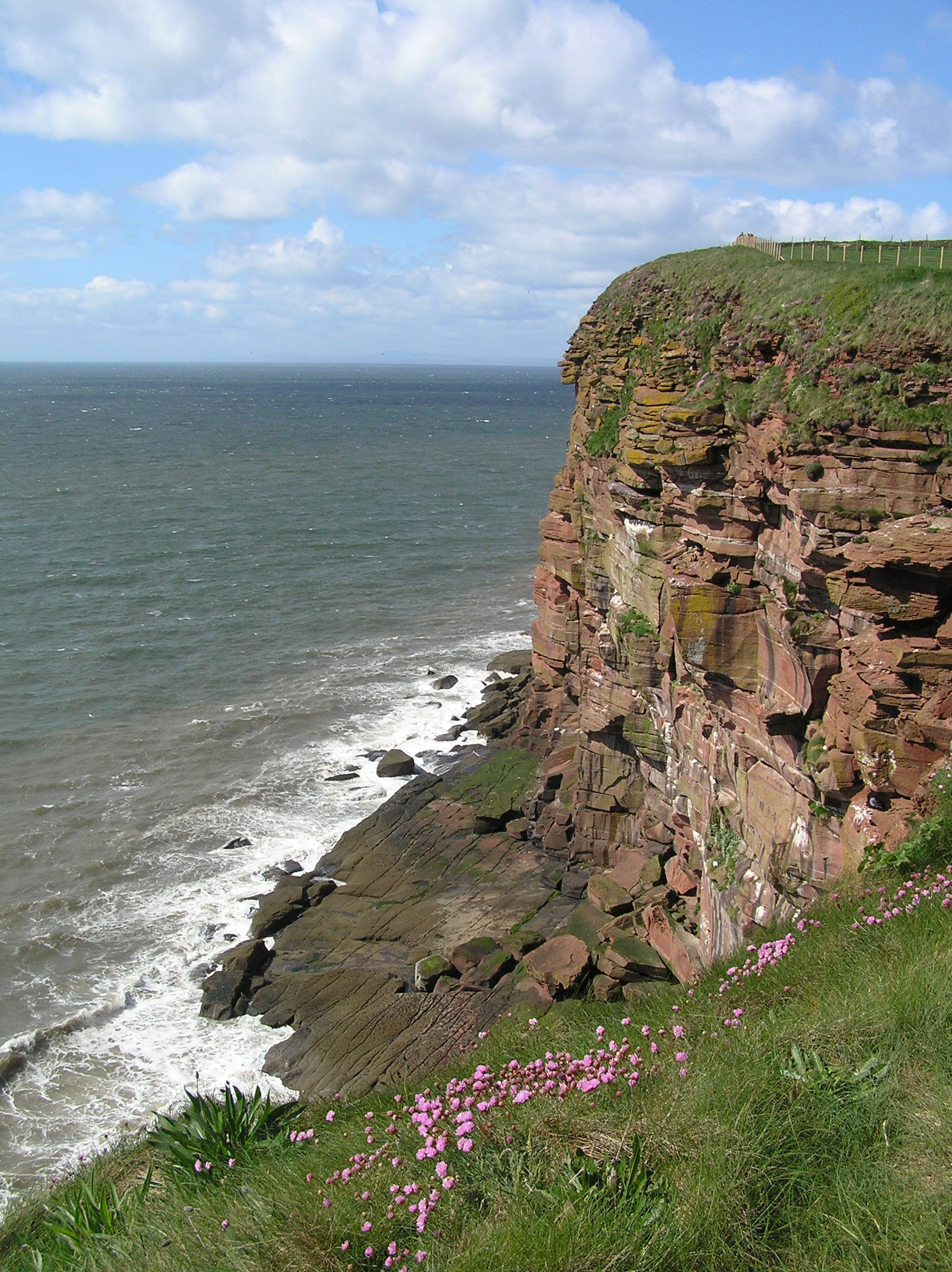
Der North Head

Die geographisch korrekte Spitze ist der North Head, der westlichste Punkt Nordenglands. Hier steht der Leuchtturm des St Bees Lighthouse. Der Leuchtturm ist in Betrieb, jedoch nicht bemannt, er wird ferngesteuert. Während des Zweiten Weltkrieges wurde hier eine Radarstation betrieben, einige Gebäude davon befinden sich noch immer in der Nähe des Leuchtturms. Westlich des Leuchtturms liegt ein nicht mehr genutztes Nebelhorn.
Nördlich des Leuchtturms entlang des Küstenwanderweges liegt der Steinbruch Birkhams Quarry, in dem St Bees Sandstein abgebaut wird. Die Felsen an der Seeseite des North Head sind ein beliebter Ort zum Bouldern, es gibt auch eine Reihe von Kletterrouten in den Klippen selbst.

## South Head
Der South Head wird in der Umgebung Tomlin genannt und überragt die sandige Bucht von St Bees. Am höchsten Punkt des Weges von St Bees stehen die Reste einer Station der Küstenwache, die nun als beschriftete Aussichtskanzel dienen.

## Fleswick Bay
Zwischen den beiden Kaps liegt die Fleswick Bay. Die Bucht ist nur vom Strand aus zugänglich und besteht aus Kies, der auf einer Sandsteinplattform liegt, die umgeben von den Klippen ist. Der Küstenwanderweg führt in Richtung Norden über diesen Abschnitt.

## Flora
Die Klippen sind Heimat einer Vielzahl von Pflanzen. Im unteren Bereich finden sich: Grasnelken (Thrift armeria maritima), Löffelkräuter (Cochlaria officinalis), Klippen-Leimkraut (Silene maritima), Meer-Streifenfarn (Asplenium marinum), Meerfenchel (Crithmum maritimum) und den Strandflieder (Limonium binervosum). Weiter oben an den Klippen findet man: Blutroter Storchschnabel (Geranium sanguineum), Wald-Wicke (Viccia sylvatica), Große Fetthenne (Sedum telephium) und Grannen-Schildfarn (Polystichum setiferum). Oben auf den Klippen findet man Färber-Ginster (Genista tinctoria), Stechginster (Ulex gallii), Besenheide (Calluna vulgaris) und Adlerfarne (Pteridium aquilinum).

## Vogelschutzgebiet

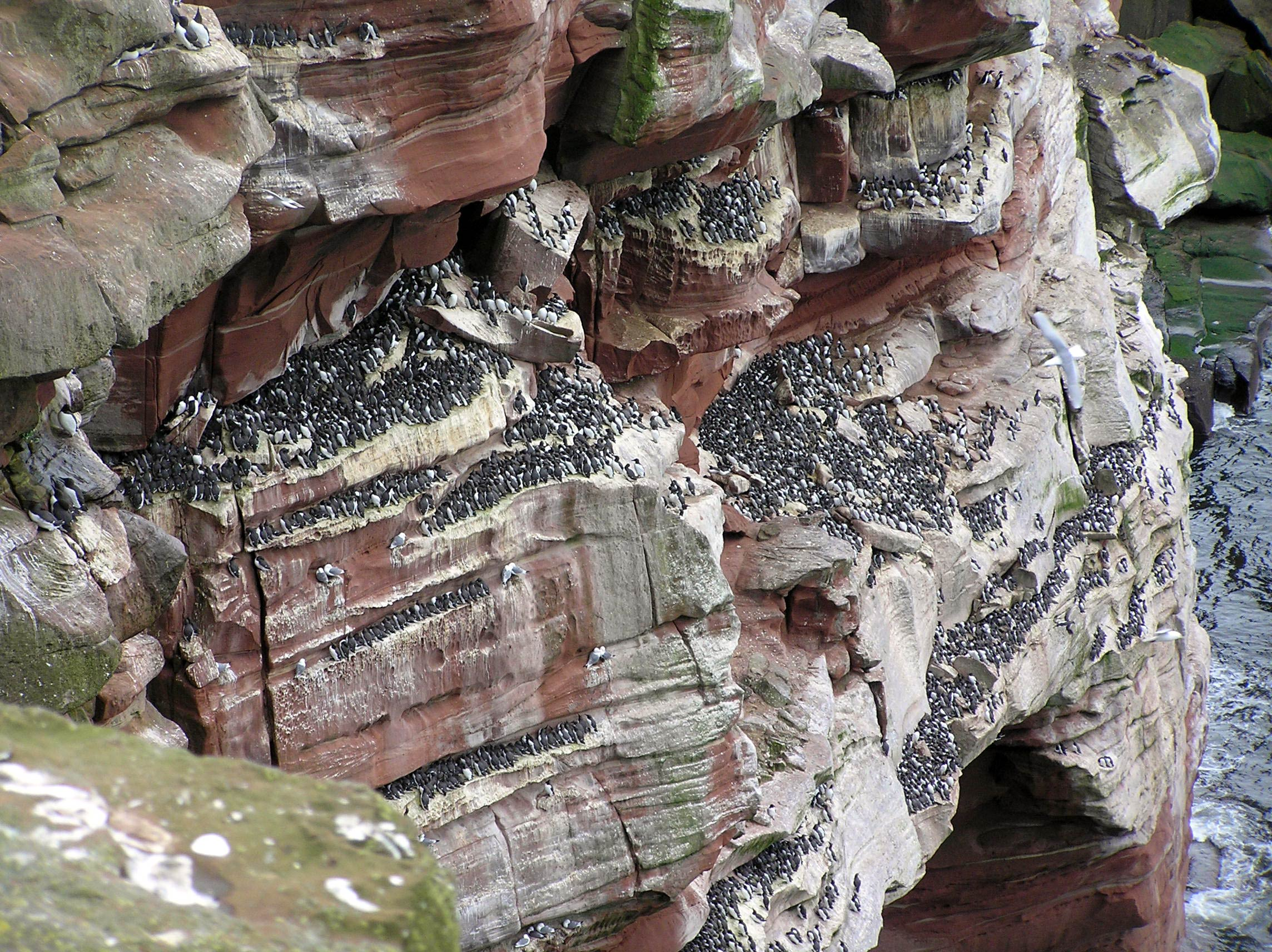
Vögel am North Head

Die RSPB hat ein Schutzgebiet ausgewiesen, in dem Dreizehenmöwe, Fulmars, Tordalke, Kormorane, Papageientaucher, Krähenscharbe und Silbermöwen leben. Es ist der einzige Brutplatz für Gryllteiste in England. Verschiedene andere Vögel nutzen die Klippen regelmäßig zum Brüten. Zu diesen Vögeln gehören Waldkauz, Sperber, Falken, Raben und Krähen und der Strandpieper, der nur noch an einer anderen Stelle in Cumbria brütet. Am North Head wurden Vogelbeobachtungsstationen eingerichtet.

## Gestalt
Die Klippen bestehen aus rotem Sandstein aus dem Perm und Trias mit einem Alter von 200 Millionen Jahren. St Bees Sandstein wurde durch Sand einer sehr kleinen Korngröße gebildet, der leicht zu bearbeiten ist und ihn für Gebäude beliebt macht. Der Glimmer im Stein lässt ihn strahlen. St Bees Sandstein findet man weiter nördlich bis nach Carlisle, benannt wird er aber nach seinem bekanntesten Vorkommen bei St Bees.
Die SSSI-Beschreibung vermerkt die geologischen Erscheinungen. Auf der Landzunge selbst kann man Erosion beobachten. An den Kaps sind Einschnitte durch die Wellen und Brandungsplattformen erkennbar. Am Strand von St Bees im Süden wurde zur Verminderung der Strandversetzung eine Reihe von neun Buhnen eingerichtet.
Am Strand von St Bees Beach kann man sehen, wie Moränen die Landschaft formten. Der Kies am Strand von St Bees und in der Fleswick Bay weist eine Vielzahl von Steinen auf, die von Gletschern transportiert wurden.

## Galerie

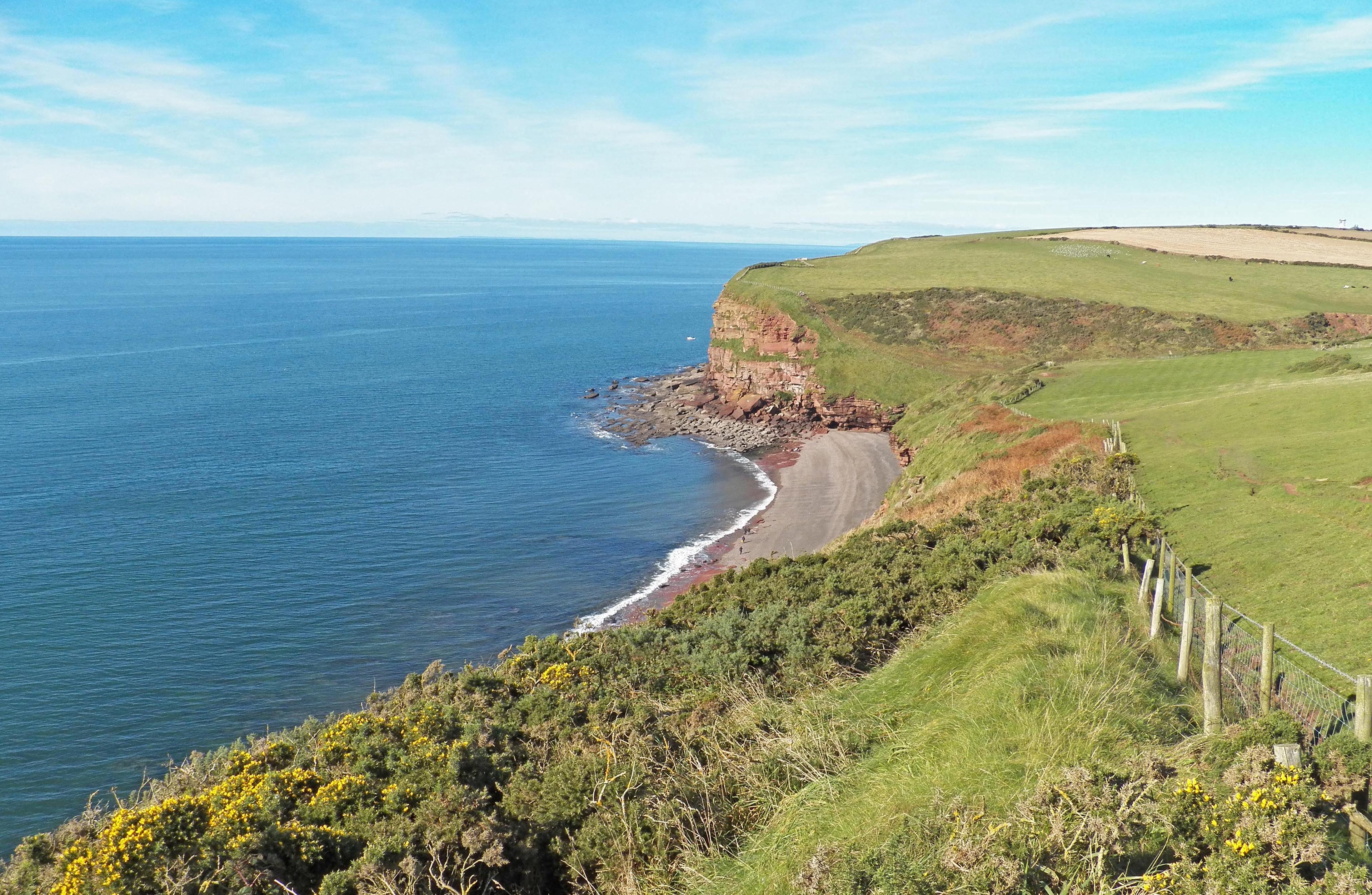
Der North Head und Fleswick Bay von St Bees
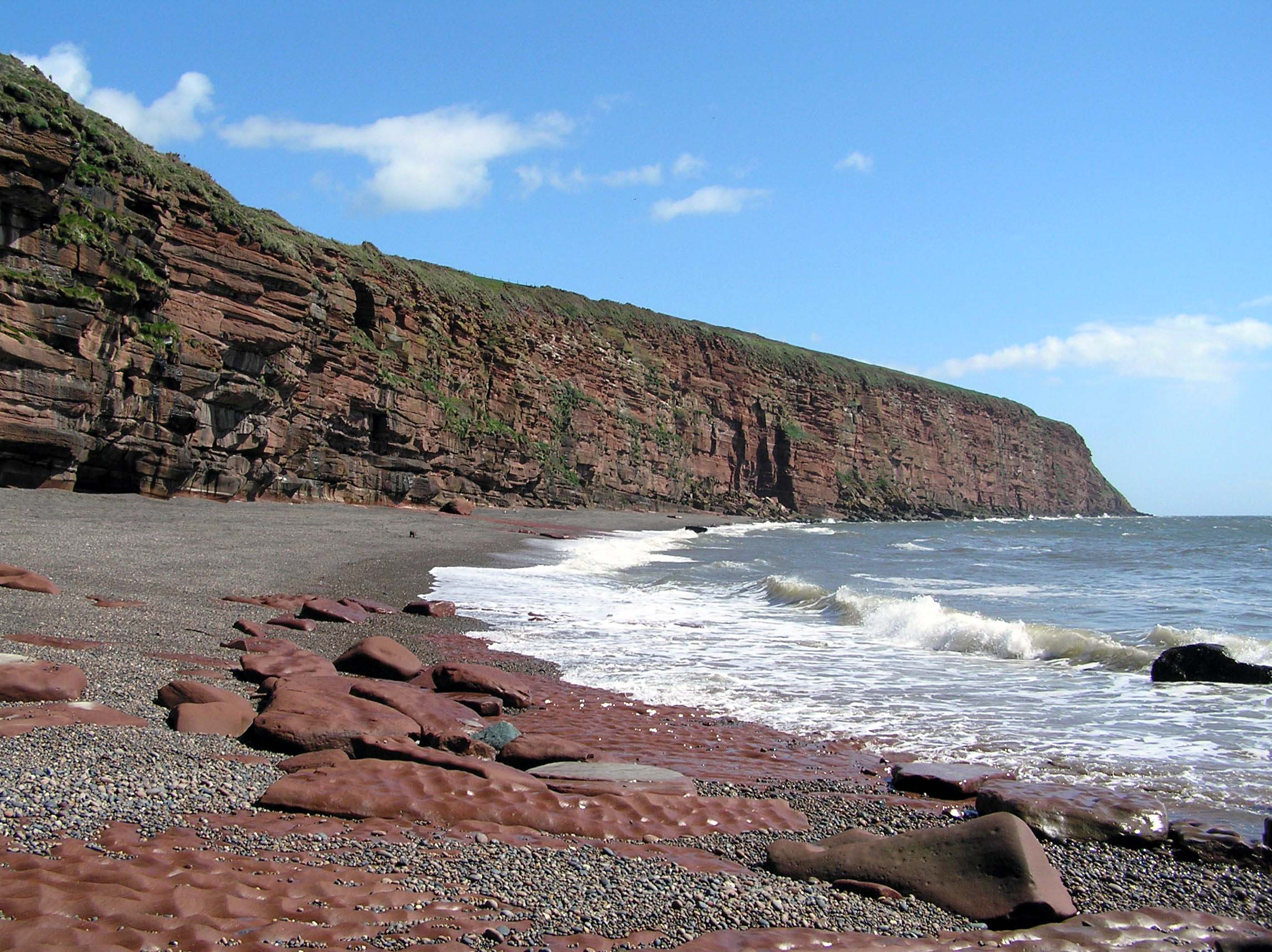
Fleswick Bay – Blickrichtung Süden
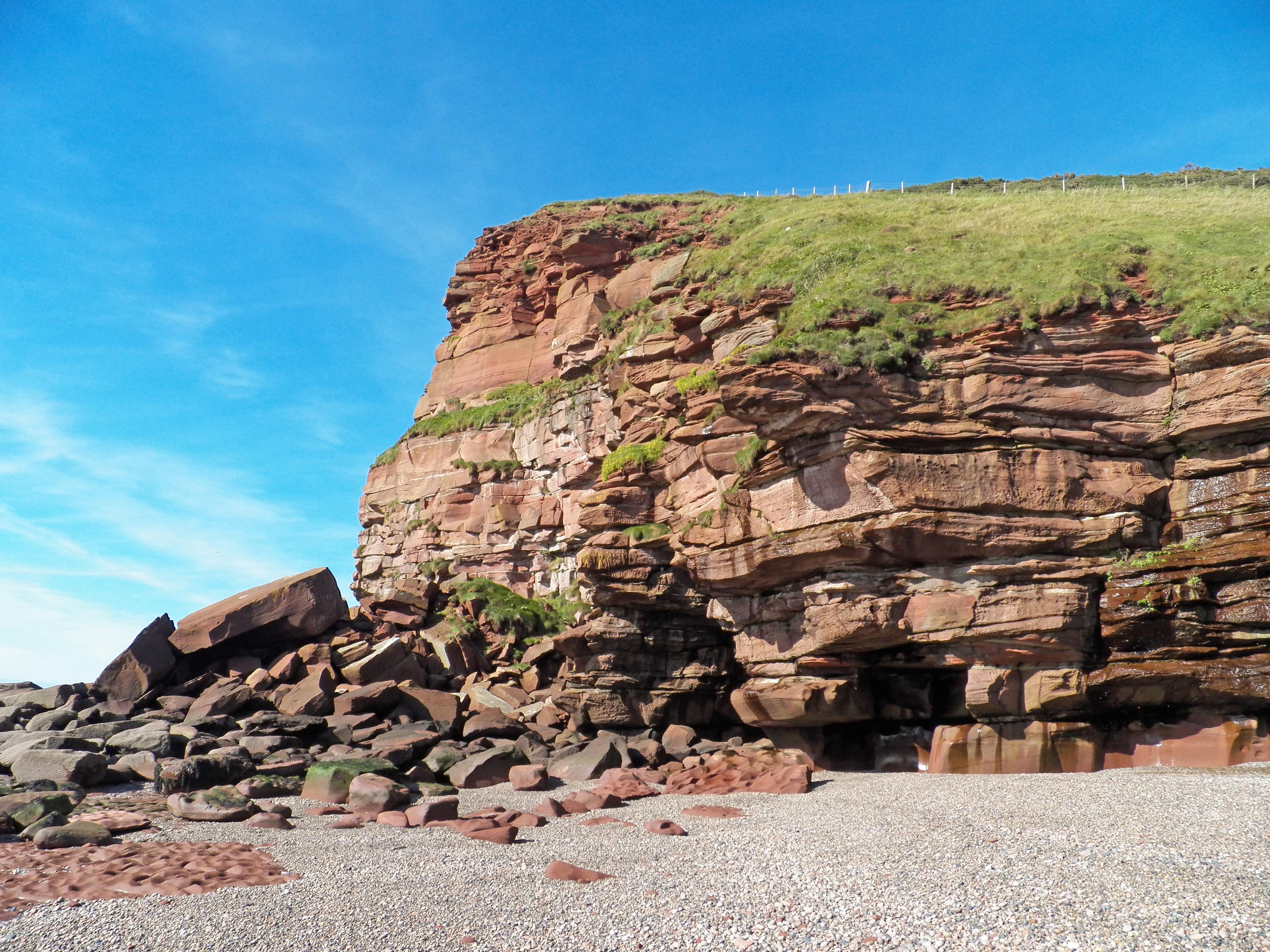
Das nördliche Ende von Fleswick Bay
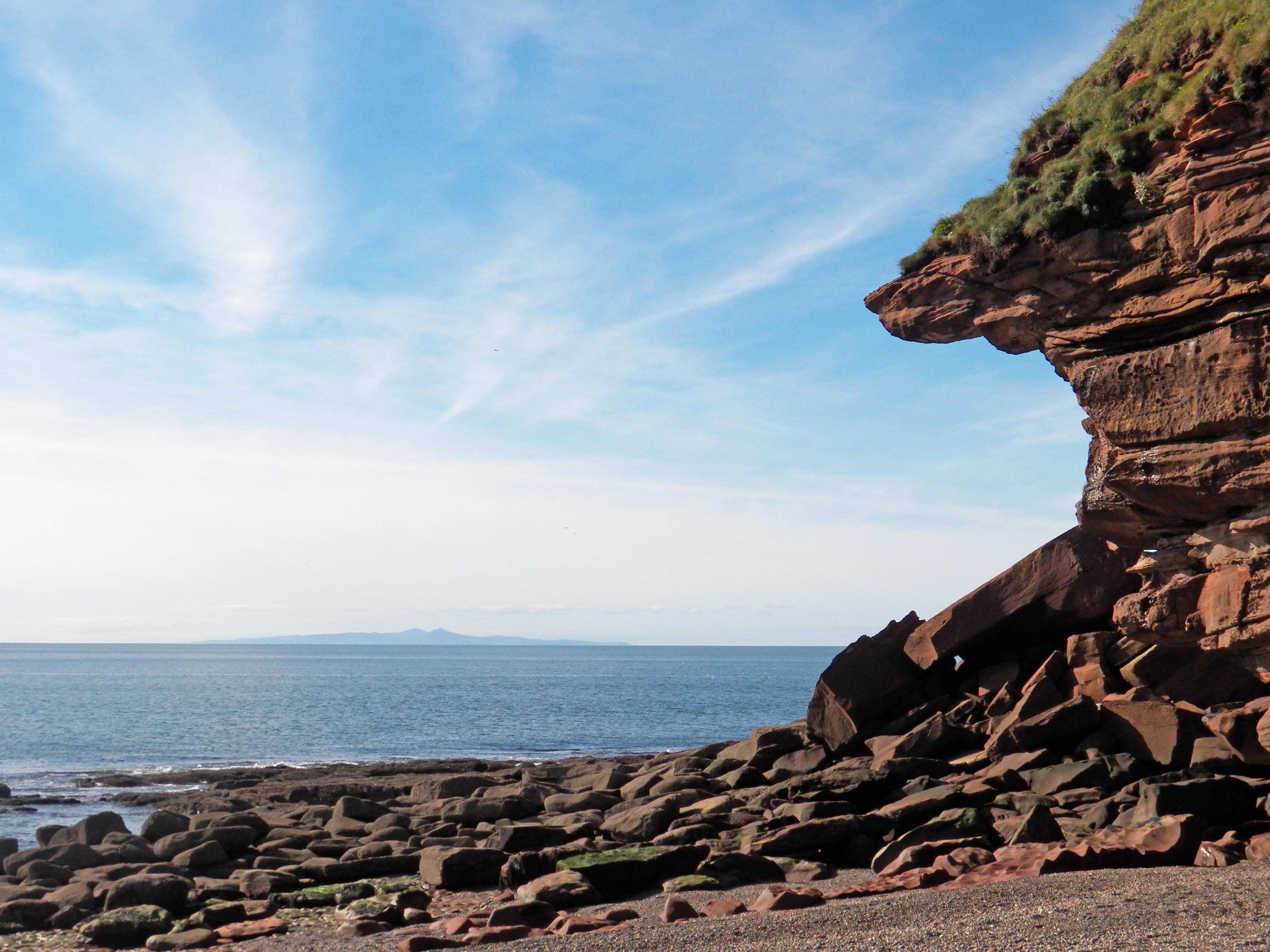
Die Isle of Man von Fleswick Bay
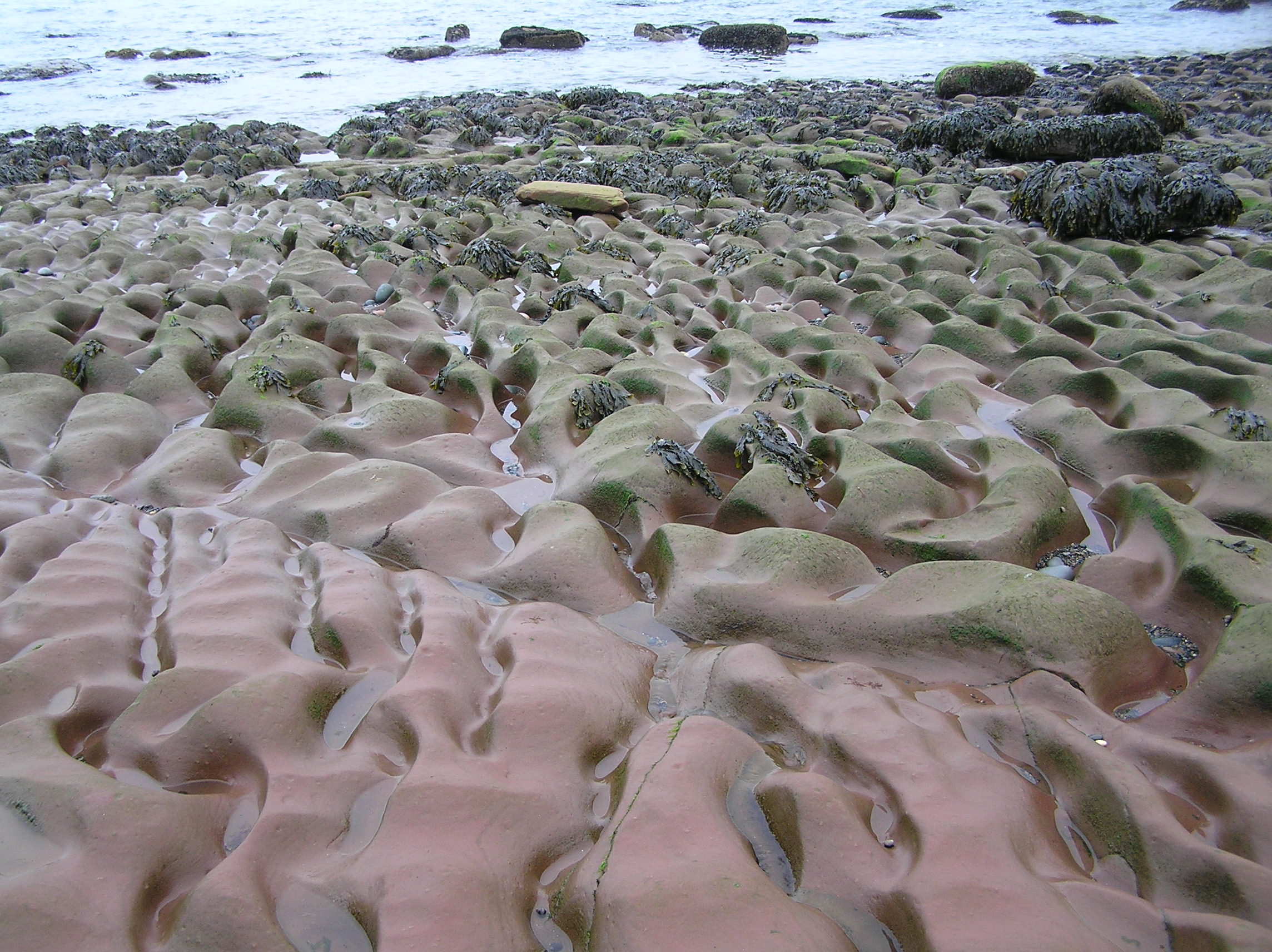
Brandungsplattform an der Fleswick Bay
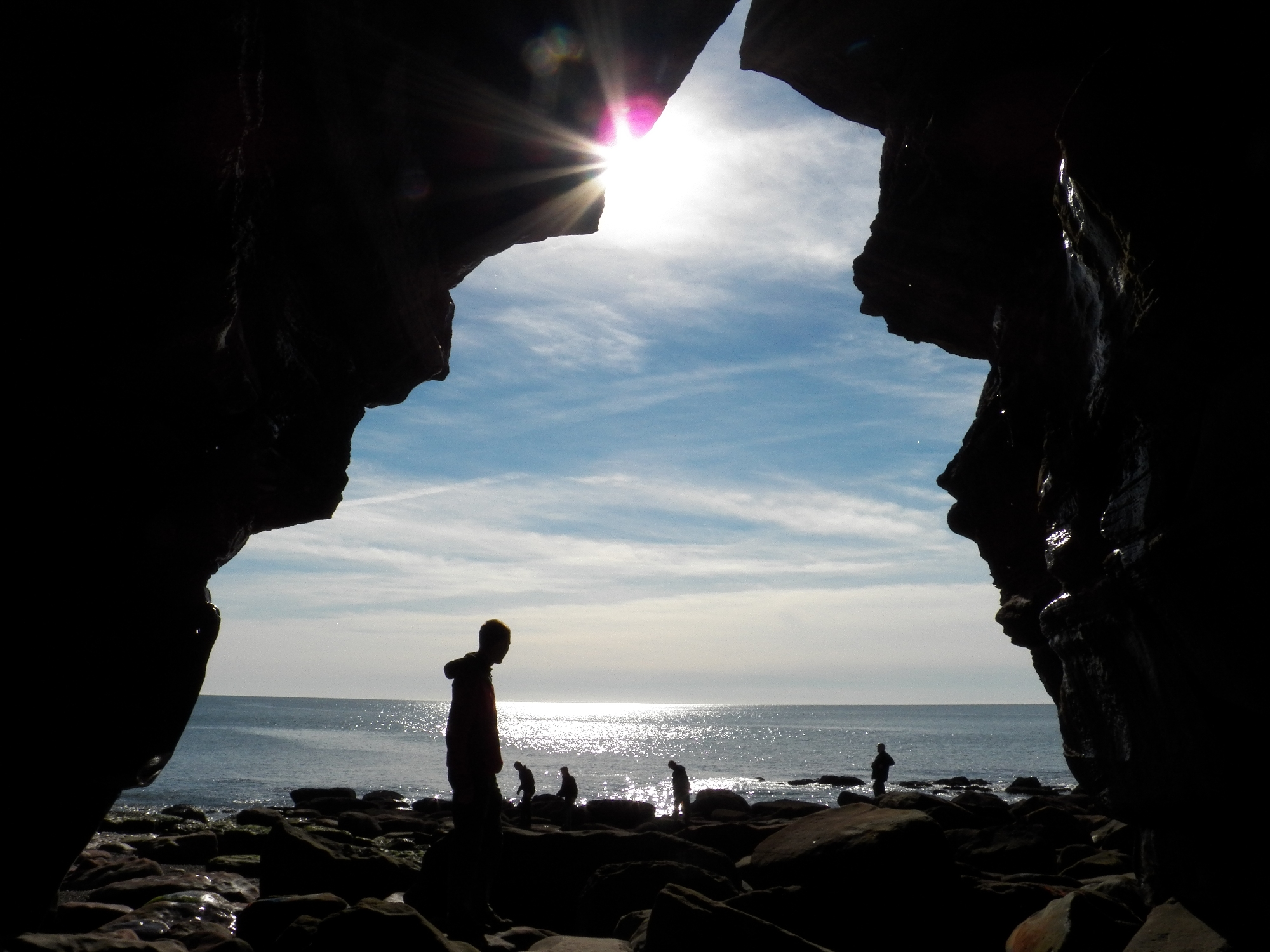
Höhle an der Fleswick Bay
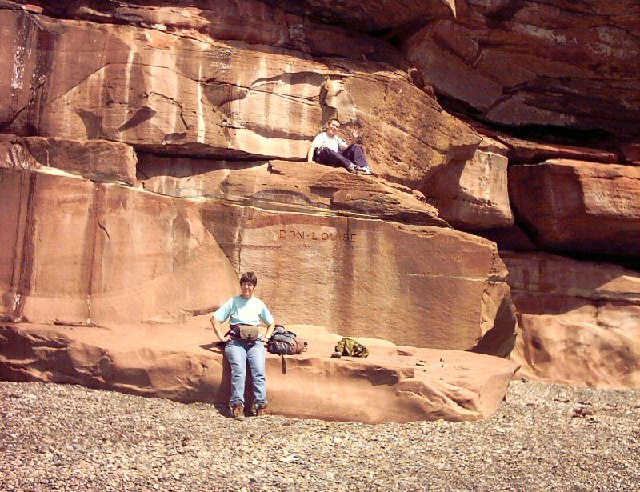
Sandsteinklippen an der Fleswick Bay
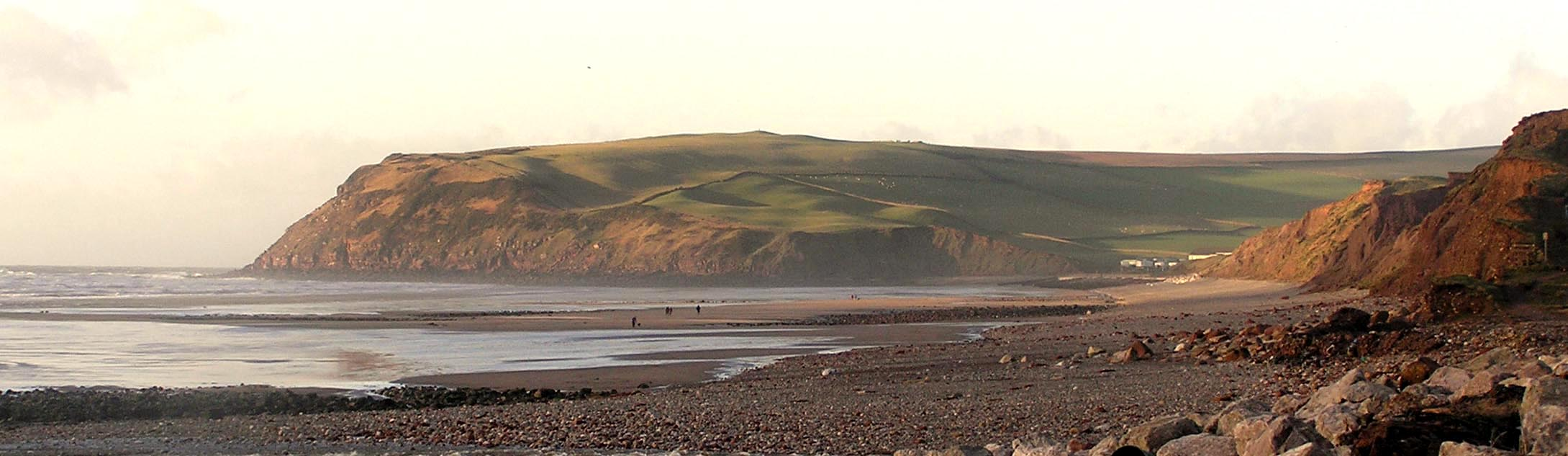
Der South Head von St Bees.

.